# Spectrum Road
Spectrum Road — фьюжновая супергруппа, трибьют-проект памяти барабанщика Тони Уильямса.
В состав группы входили бас-гитарист Джек Брюс, который был участником The Tony Williams Lifetime во время записи альбома Turn It Over (1970), барабанщица Синди Блэкман-Сантана, бывшая ученица Уильямса, органист Джон Медески (Medeski Martin & Wood) и гитарист Вернон Рейд (Living Colour).
Программа была в основном построена на репертуаре The Tony Williams Lifetime периода 1969-70 годов, но включала и другие композиции. На концертах исполнялись некоторые песни из репертуара Cream.

## История
В декабре 2008 года группа собралась под названием The Tony Williams Lifetime Tribute Band, чтобы сыграть несколько шоу в Японии.
В 2011 года состав собрался вновь для концертов в Северной Америке. Реакция была столь позитивной, что группа, взяв название Spectrum Road (по песне с первого альбома The Lifetime «Via The Spectrum Road»), в 2012 году отправилась в студию и записала альбом Spectrum Road.
Во время концерта 7 июля 2012 года на фестивале в Монтрё, Швейцария, к группе присоединился ещё один экс-участник The Lifetime — Джон Маклафлин.
Все участники группы играли на различных сольных альбомах Джека Брюса — Вернон Рейд играл на гитаре на альбомах Shadows In The Air и More Jack Than God, Медески и Блэкман-Сантана приняли участие в записи альбома Silver Rails.
Джек Брюс умер 25 октября 2014 года.

## Дискография
- Spectrum Road 2012

## Видеография
- Live At Montreaux Jazz Festival 07.07.2012[3]
- Live At North Sea Jazz Festival 06.07.2012[4][5]
- Live At Porgy & Bess Vienna 11.07.2012[6]